# Pierre-Marie Carré
Pierre-Marie Joseph Carré (ur. 22 kwietnia 1947 w Serques) – francuski duchowny katolicki, arcybiskup Montpellier w latach 2011–2022.

## Życiorys
Święcenia kapłańskie otrzymał 7 września 1974 i został inkardynowany do Agen. Po studiach w Rzymie (odbytych w latach 1973-1977) został profesorem w seminarium w Bordeaux, zaś w latach 1980–1989 rozpoczął pracę w Poitiers, gdzie odpowiadał za seminarzystów I roku. W 1989 powrócił do Bordeaux i zajął się formacją alumnów II roku. W latach 1993–1995 był wikariuszem biskupim ds. formacji stałej kapłanów, zaś w latach 1995–2000 był wikariuszem generalnym diecezji.

### Episkopat
13 lipca 2000 papież Jan Paweł II mianował do arcybiskupem ordynariuszem archidiecezji Albi. Sakry biskupiej udzielił mu abp Émile Marcus.
14 maja 2010 został arcybiskupem koadiutorem Montpellier. Pełnię rządów w diecezji objął 3 lipca 2011 po przejściu na emeryturę poprzednika abp Guy Thomazeau.
18 kwietnia 2013 został wybrany wiceprzewodniczącym Konferencji Episkopatu Francji.
9 lipca 2022 papież Franciszek przyjął jego rezygnację z funkcji arcybiskupa Montpellier.